# Stenella subsanguinea
Stenella subsanguinea är en svampart som först beskrevs av Ellis & Everh., och fick sitt nu gällande namn av U. Braun 1993. Stenella subsanguinea ingår i släktet Stenella, och familjen Mycosphaerellaceae. Inga underarter finns listade i Catalogue of Life.